# Declaración de los Derechos de las Bibliotecas
La Declaración de los Derechos de las Bibliotecas, en inglés Library Bill of Rights, es la declaración de la Asociación de Bibliotecas de Estados Unidos (ALA, por su sigla en inglés) que expresa los derechos de los usuarios de las bibliotecas a la libertad intelectual y las expectativas que la asociación deposita en las bibliotecas para respaldar esos derechos. Fue adoptada el 19 de junio de 1939 y modificada posteriormente. El Consejo de la Asociación ha adoptado una serie de interpretaciones del documento aplicándolo a diversas políticas bibliotecarias.

## La Declaración
La Declaración de los Derechos de las Bibliotecas fue adoptada el 19 de junio de 1939 por el Consejo de la ALA. Posteriormente fue modificada el 14 de octubre de 1944; el 18 de junio de 1948; el 2 de febrero de 1961; el 27 de junio de 1967; el 23 de enero de 1980 y el 29 de enero de 2019.
La inclusión de la "edad" se reafirmó en 1996. La ALA añadió un séptimo artículo que aborda la privacidad en 2019. El documento dice:
«La Asociación de Bibliotecas de los Estados Unidos (American Library Association) afirma que todas las bibliotecas son foros abiertos para la información y las ideas, y que las siguientes normas básicas deben dirigir sus servicios. 
I. Con el fin de satisfacer el interés de sus usuarios y darles acceso a todo tipo de información, toda biblioteca debe poner sus libros y otros recursos a la disposición de todos los integrantes de la comunidad a la cual sirve. 
II. Toda biblioteca debe proveer información y materiales que representen todos los puntos de vista sobre temas históricos y de actualidad. Ningún material debe ser prohibido ni retirado de circulación por motivos doctrinarios o partidistas. 
III. En su misión de proveer información sin restricciones, toda biblioteca debe enfrentarse a todo acto y tipo de censura. 
IV. Toda biblioteca debe cooperar con todos los individuos y grupos interesados en oponerse a cualquier restricción a la libre expresión y el libre acceso a las ideas. 
V. No se le debe negar a ninguna persona el derecho de usar la biblioteca por motivos de origen, edad, antecedentes personales o punto de vista. 
VI. Toda biblioteca que cuente con espacio disponible para exhibiciones o reuniones públicas, debe ofrecerlo en forma equitativa, sin tener en cuenta la creencia o afiliación de los individuos o grupos que soliciten su uso.»

Aunque la propia Carta de Derechos de las Bibliotecas es concisa y sin ambigüedades, la Asociación proporciona documentación adicional denominada Interpretaciones de la Declaración de Derechos de las Bibliotecas, que desarrolla la aplicación de estos principios en relación con prácticas bibliotecarias específicas. La documentación adicional abarca varias cuestiones específicas: Acceso de niños y jóvenes a los materiales no impresos, Acceso a la información digital, servicios y redes, Acceso a los recursos y servicios bibliotecarios para menores, Acceso a los recursos y servicios bibliotecarios independientemente del sexo, la identidad de género, la expresión de género o la orientación sexual, Acceso a los recursos y servicios en la biblioteca escolar, Defensa de la libertad intelectual, Recursos en peligro, Diversidad en el desarrollo de la colección, Barreras económicas para el acceso a la información, Equidad, diversidad, inclusión, Evaluación de las colecciones de la biblioteca, Espacios de exposición y tablones de anuncios, Expurgo de materiales de la biblioteca, filtrado de Internet, principios de libertad intelectual para las bibliotecas académicas, sistemas de etiquetado, programas iniciados por la biblioteca como recurso, salas de reuniones, menores y actividad en Internet, política en las bibliotecas estadounidenses, derecho de los presos a leer, privacidad, sistemas de clasificación, religión en las bibliotecas estadounidenses, acceso restringido a los materiales de la biblioteca, servicios a las personas con discapacidad, derecho universal a la libre expresión, contenido generado por el usuario en los sistemas de descubrimiento de la biblioteca y artes visuales e interpretativas en las bibliotecas.

## Historia
Redactada originalmente por Forrest Spaulding, director de la Biblioteca Pública de Des Moines, en 1938, la Carta de Derechos de las Bibliotecas fue adoptada por la Asociación de Bibliotecas de los Estados Unidos en 1939, y ha sido revisada varias veces desde entonces. Latham ha señalado que la Biblioteca Pública de Chicago adoptó una política de libertad intelectual en abril de 1936 en respuesta a los desafíos de las comunidades polaca y rusa sobre las políticas de la colección del Departamento de Lenguas Extranjeras, lo que sugiere que el valor de la libertad intelectual estaba sobre la mesa en la discusión bibliotecaria antes de 1938. La adopción original de la Carta de Derechos de las Bibliotecas se introdujo con la afirmación: «Hoy en día los indicios en muchas partes del mundo apuntan a la creciente intolerancia, la supresión de la libertad de expresión y la censura que afecta a los derechos de las minorías y los individuos»", una referencia a la aparición de los estados totalitarios durante ese tiempo.

## Revisiones

### Época de la Guerra Fría
Durante el periodo de la Guerra Fría, la Declaración de Derechos de las Bibliotecas sirvió a los opositores a la censura de materiales interpretados como propaganda comunista. En 1948, la asociación aprobó una importante revisión del documento, que lo reforzó significativamente para hacer frente a la nueva oleada de intentos de censura que marcó el inicio del macartismo, y que posteriormente fue atacada en los periódicos como "izquierdista", "frente rojo" y "organización comunista".

### Revisiones lingüísticas
Una revisión de 1967 acortó el documento y eliminó las florituras retóricas, eliminando también la calificación «de sólida autoridad factual», que se consideraba que podía haber sido utilizada para justificar la censura; además, se añadió la "edad" (junto con los antecedentes, el origen y las opiniones) a los atributos que no deben ser una base para denegar el acceso a la información. El documento se revisó de nuevo en 1980.
En 1996, la ALA reafirmó la inclusión de la edad como atributo que no debe ser la base para denegar el acceso a la información. Esto ocurrió después de que la American Library Trustee Association (ALTA) presentara una solicitud al respecto al Consejo de la ALA.

## Críticas
Shirley Wiegand, profesora emérita de Derecho en la Universidad Marquette, afirma que la Declaración de los Derechos de las Bibliotecas utiliza una retórica desconectada de la comprensión jurídica de los "derechos". "Las Declaraciones de Derechos", y los propios "derechos", son en este entendimiento legalmente exigibles y respaldados por argumentos bien desarrollados. La Declaración de Derechos de las Bibliotecas no tiene esa fuerza ni ese respaldo, porque es simplemente una declaración de principios. Wiegand sostiene que la Declaración de los Derechos de las Bibliotecas (y la retórica que la acompaña) debe ser sustituida por un código bien fundamentado en la jurisprudencia y el lenguaje de la Primera Enmienda y los principios legales que la acompañan. Se podría mantener algo similar a la Carta de Derechos de las Bibliotecas como un "credo aspiracional" que la acompañe, como una forma revisada del Código de Ética de la ALA, pero tendría que proporcionar una orientación más práctica.
David Woolwine, de la Universidad de Hofstra, ha criticado los fundamentos filosóficos de la Declaración de los Derechos de las Bibliotecas, objetando concretamente el uso del utilitarismo y el "discurso de los derechos" en defensa de los principios. El "cálculo moral" del argumento utilitarista de que el libre acceso a la información produce el mayor bien para el mayor número de personas también puede utilizarse para argumentar a favor de las restricciones con fines de seguridad y protección nacional. El discurso de los derechos se basa en la afirmación de los derechos con una referencia mínima, mientras que se descuida la argumentación detallada. Woolwine afirma que el utilitarismo y el discurso de los derechos deben ser sustituidos por una síntesis de la filosofía moderna y posmoderna para justificar de forma coherente y sólida los principios de la Declaración de los Derechos de la Bibliotecas.